# Kryterium Weierstrassa
Kryterium Weierstrassa – twierdzenie będące warunkiem wystarczającym zbieżności jednostajnej szeregu funkcyjnego. Nazwa twierdzenia pochodzi od nazwiska niemieckiego matematyka, Karla Weierstrassa. Kryterium to mówi, że jeżeli {\displaystyle (f_{n})} jest ciągiem funkcji określonych na dowolnym zbiorze {\displaystyle A} o tej własności, że dla każdej liczby naturalnej {\displaystyle n} istnieje taka liczba {\displaystyle M_{n},} że
{\displaystyle |f_{n}(x)|\leqslant M_{n}}
dla każdego elementu {\displaystyle x} zbioru {\displaystyle A,} oraz szereg liczbowy
{\displaystyle \sum _{n=1}^{\infty }M_{n}}
jest zbieżny, to szereg funkcyjny
{\displaystyle \sum _{n=1}^{\infty }f_{n}(x)}
jest zbieżny jednostajnie w {\displaystyle A.} Ciąg {\displaystyle (M_{n})} nazywany jest majorantą ciągu funkcyjnego {\displaystyle (f_{n}).} Kryterium pozostaje prawdziwe dla ciągów funkcyjnych o wartościach w przestrzeniach Banacha.

## Dowód
Niech {\displaystyle \varepsilon >0.} Skoro szereg
{\displaystyle \sum _{n=1}^{\infty }M_{n}}
jest zbieżny, to istnieje taka liczba {\displaystyle N\in \mathbb {N} ,} że dla każdego {\displaystyle k>N} mamy
{\displaystyle \sum _{n=N}^{k}M_{n}<\varepsilon .}
Zatem dla dowolnej liczby {\displaystyle x\in A} mamy
{\displaystyle \sum _{n=N}^{k}|f_{n}(x)|<\varepsilon .}
Oznacza to, że szereg
{\displaystyle \sum _{n=1}^{\infty }|f_{n}(x)|}
spełnia jednostajny warunek Cauchy’ego, a w konsekwencji jest on zbieżny jednostajnie. Zatem szereg funkcyjny
{\displaystyle \sum _{n=1}^{\infty }f_{n}(x)}
jest jednostajnie i bezwzględnie zbieżny.